# زاغ ده (هرازبي الجنوبي)
زاغ ده (بالفارسية: زاغ‌ده) هي قرية تقع في إيران في قسم هرازبي الجنوبی الريفي. يقدر عدد سكانها بـ 337 نسمة بحسب إحصاء 2016.